# هواگرد سوپرسونیک

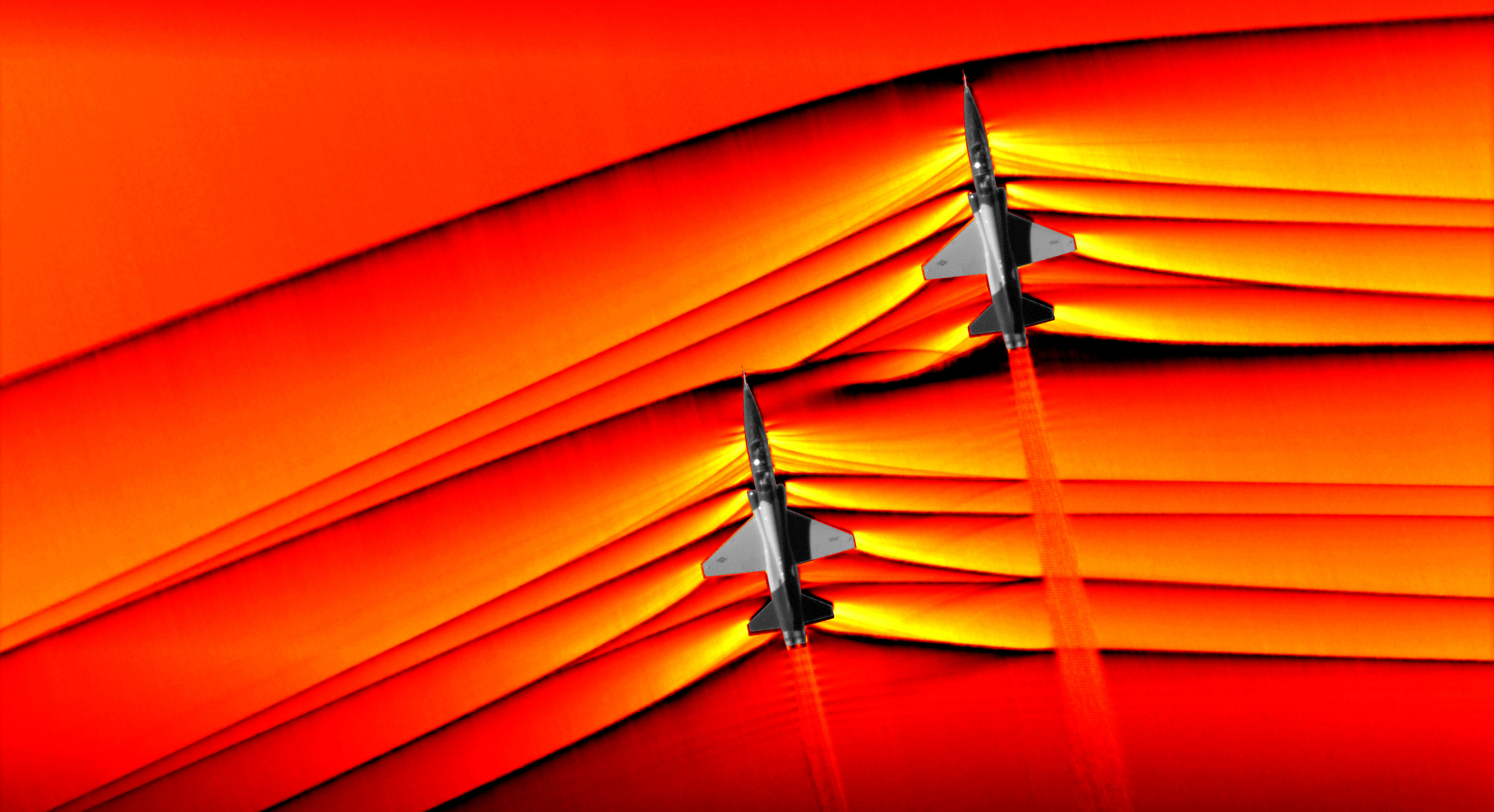
برهم‌کنش امواج ضربه‌ای از دو هواپیمای سوپرسونیک (فراصوت) که برای نخستین بار توسط ناسا با استفاده از روش شلیرن در سال ۲۰۱۹ عکسبرداری شد.

هواگرد سوپرسونیک یا هواگرد ابَرصوتی، هواگردی است که قادر به پرواز فراصوت است و می‌تواند سریع‌تر از سرعت صوت پرواز کند (۱ ماخ و بیشتر). هواپیماهای قادر به پرواز با سرعت ابرصوت، در نیمهٔ دوم قرن بیستم توسعه یافتند. هواپیماهای سوپرسونیک، برای اهداف تحقیقاتی و نظامی مورد استفاده قرار گرفته‌اند، اما تا کنون تنها دو مدل هواپیمای هایپرسونیک توپولف تو-۱۴۴ (نخستین پرواز در ۳۱ دسامبر ۱۹۶۸) و کنکورد (نخستین پرواز در ۲ مارس ۱۹۶۹) برای استفاده غیرنظامی به‌عنوان هواپیماهای مسافربری وارد خدمت شده‌اند. جت‌های جنگنده رایج‌ترین نمونه از هواپیماهای ابرصوت هستند.
هواپیماهایی که با سرعت بالاتر از ۵ ماخ پرواز می‌کنند اغلب با عنوان هواپیمای ابرصوت شناخته می‌شوند.

## تاریخچه

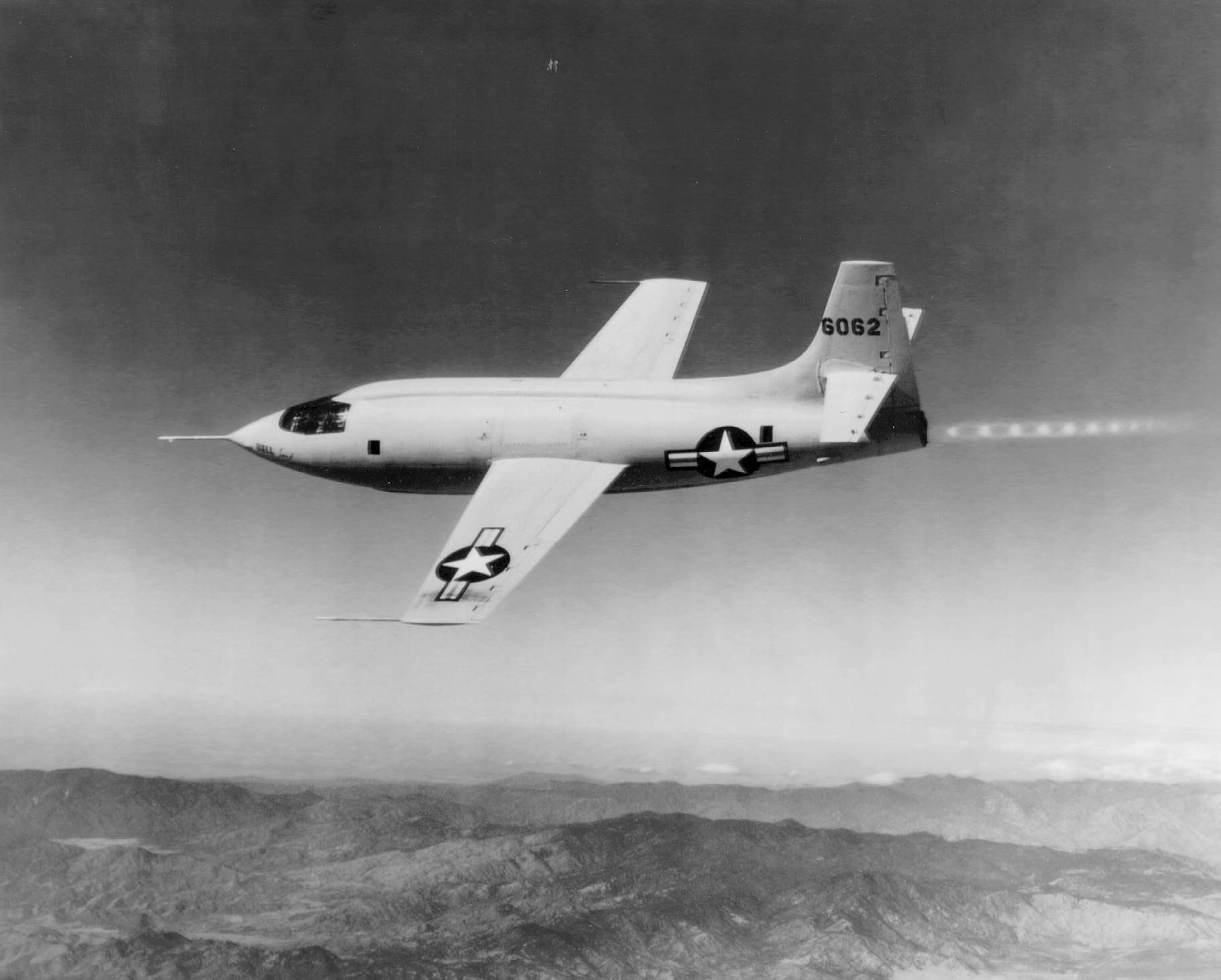
بل ایکس-۱

نخستین هواپیمایی که با سرعت مافوق صوت در پرواز به‌صورت مستقیم، پرواز کرد، هواپیمای آزمایشی آمریکایی بل ایکس-۱ بود که از یک موشک رانش ۶٬۰۰۰ پوندی با انرژی اکسیژن مایع و اتانول نیرو می‌گرفت. اکثر هواپیماهای سوپرسونیک، هواپیماهای نظامی یا آزمایشی بوده‌اند.
تحقیقات هوانوردی در طول جنگ جهانی دوم منجر به ساخت نخستین هواپیمای راکتی و جت شد. متعاقباً چندین ادعا مبنی بر شکستن دیوار صوتی در طول جنگ مطرح شد. با این حال، نخستین پرواز ثبت‌شده با بیش از سرعت صوت، توسط یک هواپیمای سرنشین‌دار در پرواز مستقیم، در ۱۴ اکتبر ۱۹۴۷ انجام شد. این هواپیمای آزمایشی راکتی تحقیقاتی با نام بل ایکس-۱ توسط خلبان چاک ییگر به پرواز درآمد. نخستین هواپیمای تولید انبوهی که دیوار صوتی را شکست، اف-۸۶ کانادا سیبر بود. بود. به گفتهٔ دیوید مسترز، در ۲۱ اوت ۱۹۶۱، سرعت یک فروند داگلاس دی‌سی-۸ (با شماره سریال N9604Z) در طی یک پرواز آزمایشی در پایگاه نیروی هوایی ادواردز، با یک شیرجهٔ کنترل‌شده، از ۱ ماخ فراتر رفت. این پرواز نخستین پرواز سوپرسونیک توسط یک هواپیمای غیرنظامی به‌جز کنکورد یا توپولف تو-۱۴۴ بود.
در دهه‌های ۱۹۶۰ و ۱۹۷۰، مطالعات طراحی بسیاری برای هواپیماهای مسافربریسوپرسونیک انجام شد و در نهایت دو نوع هواپیمای توپولف تو-۱۴۴ ساخت شوروی (۱۹۶۸) و کنکورد انگلیسی-فرانسوی (۱۹۶۹) وارد خدمت شدند. با این حال، موانع سیاسی، زیست‌محیطی و اقتصادی و یک سقوط مرگبار کنکورد، مانع از استفادهٔ کامل از پتانسیل تجاری آن‌ها شد.

## اصول طراحی
پرواز فراصوت، چالش‌های فنی قابل‌توجهی را به همراه دارد، زیرا آیرودینامیک پرواز فراصوت، به‌طور چشمگیری با پرواز با سرعت‌های فروصوت، (یعنی پرواز با سرعت کمتر از صوت) متفاوت است. به‌طور خاص، با عبور هواپیما از فراصوتی، نیروی پسار به‌شدت افزایش می‌یابد که به قدرت موتور بسیار بیشتر و بدنه‌های پایدارتری نیاز است.

### بال‌ها

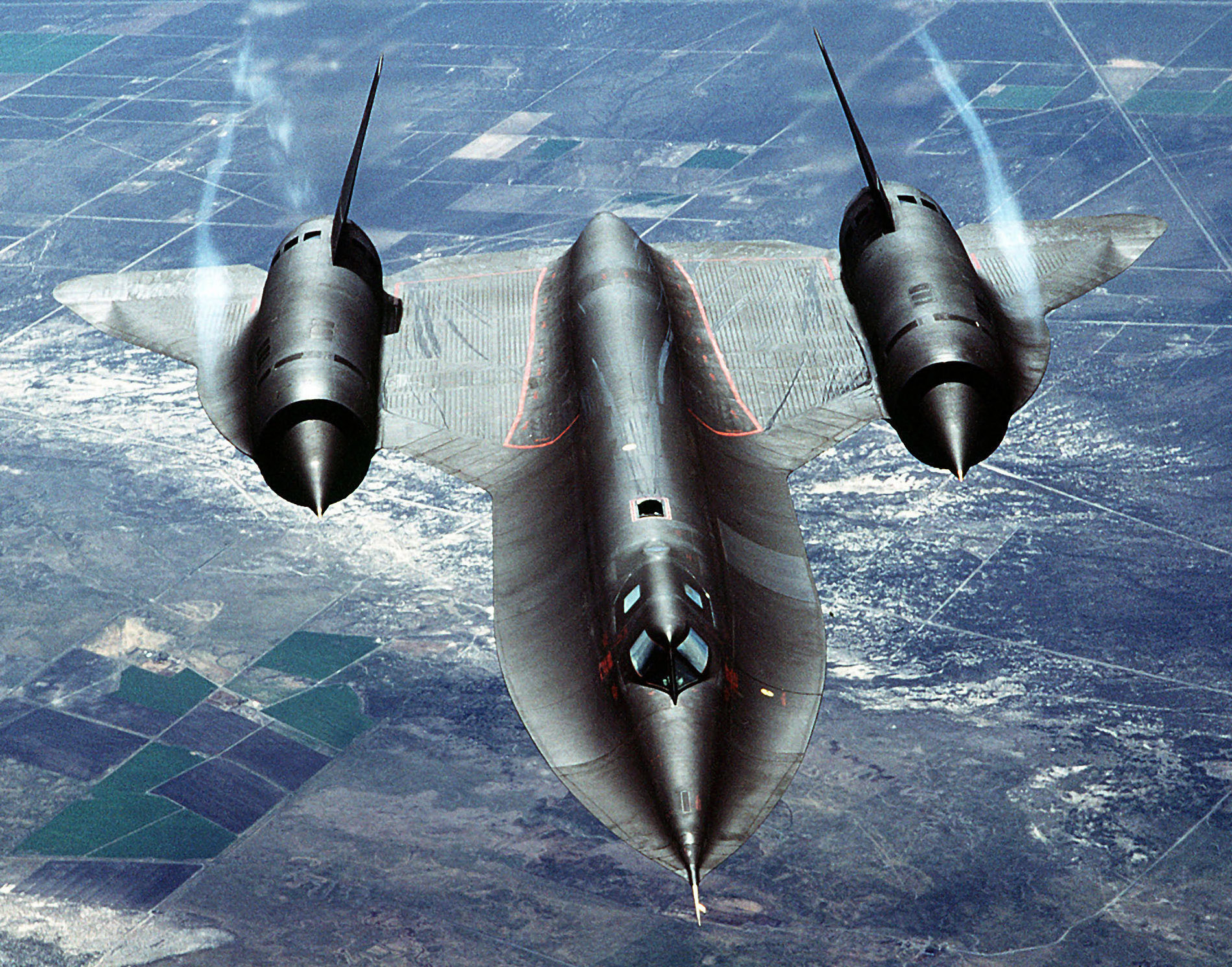
یک هواپیمای شناسایی فراصوت لاکهید اس‌آر-۷۱ بلک‌برد

برای پایین نگه داشتن کشش، طول بال‌ها باید محدود باشد، که همچنین باعث کاهش راندمان آیرودینامیکی هنگام پرواز آهسته می‌شود. از آنجایی که یک هواپیمای هایپرسونیک باید با سرعت نسبتاً آهسته بلند شود و فرود آید، طراحی آیرودینامیکی آن باید بین الزامات هر دو انتهای محدودهٔ سرعت باشد.
یک رویکرد برای حل این سازش، استفاده از یک بال با هندسهٔ متغیر است که معمولاً با عنوان «بال متحرک» شناخته می‌شود.

### گرمایش
مشکل دیگر، گرمای ایجادشده در اثر اصطکاک جریان هوا بر روی هواپیما است. اکثر هواپیماهای فروصوت، از آلیاژهای آلومینیوم مانند دورآلومین استفاده می‌کنند که ارزان و عملکرد مناسبی دارند اما در دماهای بالا به سرعت استحکام خود را از دست می‌دهند. این موضوع، حداکثر سرعت هواپیمای هایپرسونیک را به حدود ۲٫۲ ماخ محدود می‌کند.
بیشتر هواپیماهای فراصوت، از جمله بسیاری از هواپیماهای جنگنده، به گونه‌ای طراحی شده‌اند که بیشتر پرواز خود را در سرعت‌های فروصوت بگذرانند و فقط برای مدت‌های کوتاهی مانند رهگیری هواپیمای دشمن، از سرعت صوت فراتر روند. تعداد کمتری مانند هواپیمای شناسایی لاکهید اس‌آر-۷۱ بلک‌برد و هواپیمای مسافربری فراصوت کنکورد برای حرکت مداوم با سرعت‌های بالاتر از سرعت صوت، طراحی شده‌اند.

### موتورها
برخی از هواپیماهای فراصوت اولیه، برای تأمین نیروی رانش لازم به نیروی موشک متکی بودند. این‌گونه موشک‌ها سوخت زیادی مصرف می‌کردند و بنابراین زمان پرواز کوتاه بود. توربوجت‌های اولیه، مصرف سوخت بیشتری داشتند اما نیروی رانش کافی نداشتند و در برخی از هواپیماهای آزمایشی هم یک توربوجت برای پرواز با سرعت کم به همراه یک موتور موشک برای پرواز فراصوت، نصب شده بود. اختراع پس‌سوز، که در آن سوخت بیشتری در اگزوز جت سوزانده می‌شود، این نوع روش‌ها را منسوخ کرد. موتور توربوفن هوای سرد اضافی را در اطراف موتور عبور می‌دهد و راندمان سوخت آن را بیشتر می‌کند و هواپیماهای فراصوت امروزه توسط توربوفن‌های مجهز به پس‌سوز نیرو می‌گیرند. یک نوع دیگر از منابع تولید انرژی برای پروازهای پرسرعت، رم‌جت است.

### پرواز فراصوت
یک هواپیمای هایپرسونیک، باید در هنگام پرواز فراصوت و فروصوت، به‌طور پایدار عمل کند، بنابراین طراحی آیرودینامیکی این هواپیماها، پیچیده‌تر است.
یکی از مشکلات پرواز فراصوت پایدار، تولید گرما در پرواز است. در سرعت‌های بالا، گرمایش آیرودینامیکی ممکن است رخ دهد، بنابراین یک هواپیمای هایپرسونیک، باید طوری طراحی شود که در دماهای بسیار بالا نیز کار کند. دورآلومین، ماده‌ای که به‌طور سنتی در ساخت هواپیما استفاده می‌شود، در دماهای نسبتاً پایین شروع به از دست دادن قدرت و تغییر شکل می‌کند و برای استفادهٔ مداوم در سرعت‌های بالاتر از ۲٫۲ تا ۲٫۴ ماخ نامناسب است. موادی مانند تیتانیوم و فولاد زنگ‌نزن امکان عملیات در دماهای بسیار بالاتر را فراهم می‌کند. به‌عنوان مثال، اس‌آر-۷۱ بلک‌برد می‌تواند به‌طور مداوم با سرعت ۳٫۱ ماخ پرواز کند که می‌تواند منجر به افزایش دما در برخی از قسمت‌های هواپیما به بالای ۳۱۵ درجهٔ سانتی‌گراد شود. (یا ۶۰۰ درجهٔ فارنهایت).

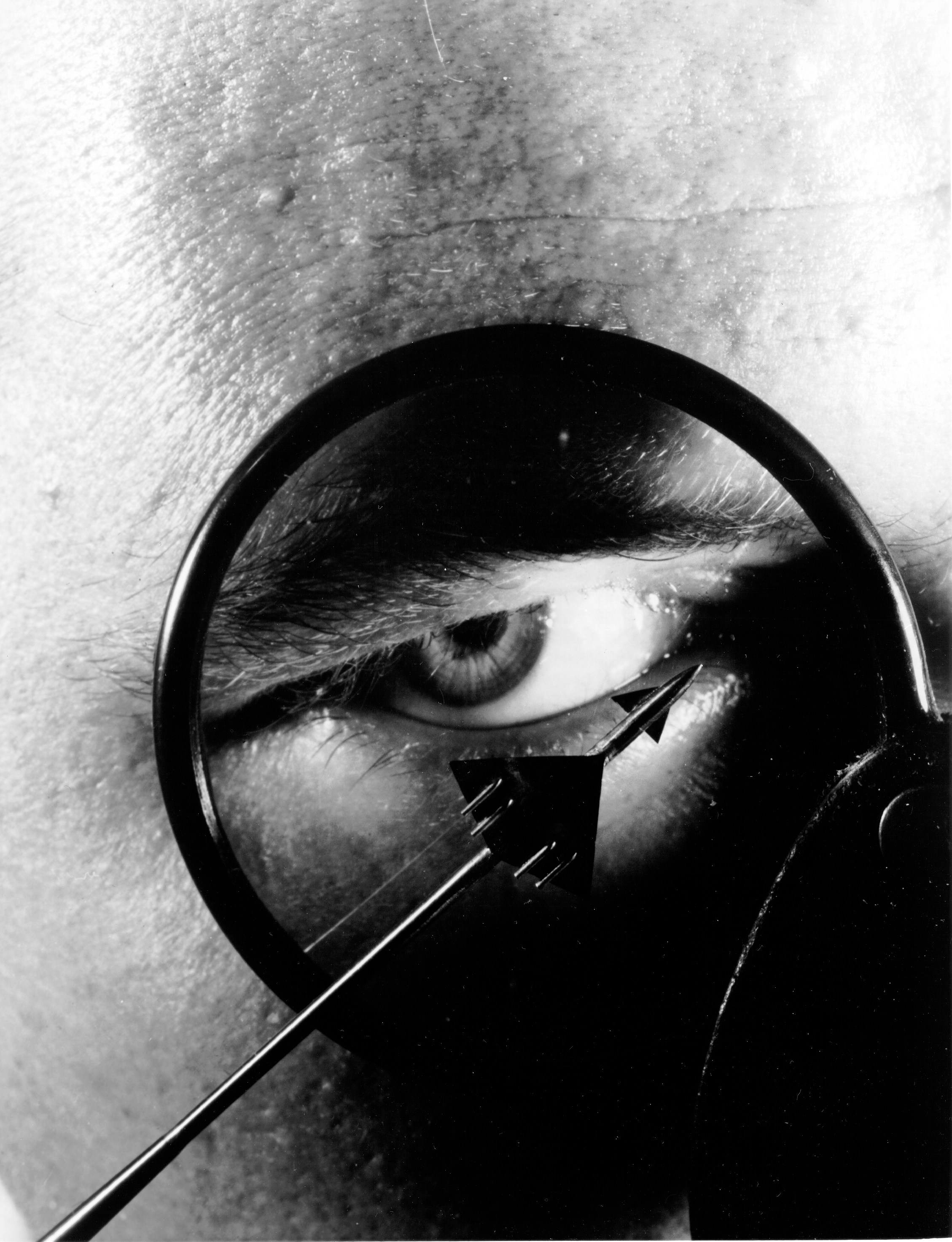
یک مدل مقیاس یک اینچی از یک طراحی هواپیمای هایپرسونیک معمولی قبل از نصب برای مطالعات غرش صوتی در تونل مافوق صوت چهار فوت در مرکز تحقیقات لنگلی اداره ملی هوانوردی و فضایی مورد بررسی قرار می‌گیرد. هدف از این تحقیق بررسی میدان‌های فشار در فواصل زیاد از هواپیماها می‌باشد. اندازه‌گیری فشار در تونل تا فاصله ۵۰ اینچی از مدل انجام می‌شود و ارتفاعات تا ۴۰۰۰۰ فوت را شبیه‌سازی می‌کند. از طریق چنین تحقیقاتی، ناسا درک کلی بهتری از مشکلات غرش صوتی به ویژه در ارزیابی این پدیده ارائه می‌دهد زیرا این پدیده بر طراحی حمل و نقل مافوق صوت آینده تأثیر می‌گذارد.

.

### پرواز اَبَرصوت
پرواز با سرعت بالاتر از حدود ۵ ماخ، اغلب به‌عنوان سرعت اَبَرصوت شناخته می‌شود. در این هواپیماها مشکلات کشش و گرمایش حادتر است. ساختن موادی که بتوانند نیروها و دماهای ناشی از مقاومت هوا در این سرعت‌ها را تحمل کنند دشوار است.

### انفجار صوتی
انفجار صوتی، صدایی است که با امواج ضربه‌ای ایجاد می‌شود که هرگاه جسمی که در هوا حرکت می‌کند سریع‌تر از سرعت صوت حرکت کند. ی در نقاط مختلف هواپیما سرعت یا کم کند. در منطقه حدود ۱ ماخ، برخی مناطق ممکن است جریان فراصوت را تجربه کنند در حالی که برخی دیگر مادون صوت هستند. این‌های صوتی مقادیر قابل توجهی انرژی صوتی تولید می‌کنند که صدایی شبیه به یک انفجار یا صدای تندر و آذرخش در گوش انسان می‌دهد.
یک انفجار صوتی ناشی از هواپیماهای فراصوت بزرگ، می‌تواند بسیار بلند و حیرت‌آور باشد، و ممکن است باعث آسیب جزئی به برخی سازه‌ها شود.

### پرواز اَبَرپیمایشی
پرواز ابرپیمایشی یا سوپرکروز، پروازی با سرعت فراصوت پایدار یک هواپیمای هایپرسونیک با بار مفید، مسافر یا بار تسلیحاتی است که به‌طور مؤثر انجام می‌شود.. بسیاری از هواپیماهای نظامی معروف فراصوت که قادر به پرواز ابرپیمایشی نیستند، فقط می‌توانند پرواز با سرعت ۱ ماخ را در فواصل کوتاه، معمولاً با استفاده از پس‌سوز، حفظ کنند. هواپیماهایی مانند اس‌آر-۷۱ بلک‌برد برای حرکت با سرعت فراصوت با فعال کردن پس‌سوز طراحی شده‌اند.
یکی از شناخته‌شده‌ترین نمونه‌های هواپیمای قادر به پرواز ابرپیمایشی، کنکورد بود. با توجه به خدمات طولانی خود به‌عنوان یک هواپیمای تجاری، کنکورد رکورد بیشترین زمان صرف‌شده در پرواز ابرپیمایشی را دارد که بیشتر از مجموع پروازهای ابرپیمایشی همهٔ هواپیماهای دیگر است.

## ترابری فراصوت

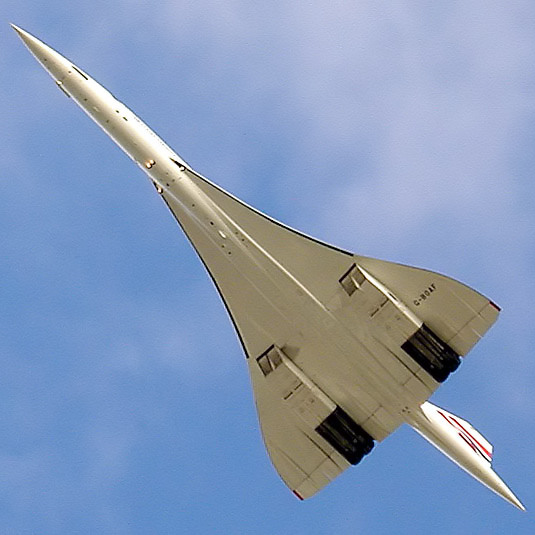
یک کنکورد از نمای پایین

هواپیماهای ترابری فراصوت (SST) یک هواپیمای غیرنظامی است که برای جابجایی مسافران با سرعتی بیشتر از سرعت صوت طراحی شده‌است. تنها هواپیماهای غیرنظامی فراصوت تجاری، شامل توپولف تو-۱۴۴ ساخت شوروی بود که نخستین بار در سال ۱۹۶۸ پرواز کرد و آخرین بار در سال ۱۹۷۸ مسافران را جابجا کرد و ناسا نیز در سال ۱۹۹۷، آن را از هرگونه استفاده کنار گذاشت.
دیگر هواپیما از این نوع، کنکورد است که توسط شرکت فرانسوی-بریتانیایی کنکورد تولید شد و نخستین بار، در سال ۱۹۶۹ پرواز کرد و تا سال ۲۰۰۳ در خدمت بود. از سال ۲۰۰۳، هیچ هواپیمای هایپرسونیکی در حال خدمت نیست.
برخی از پروژه‌های SST دیگر، عبارت‌اند از:
- فرانسه - Sud Aviation Super-Caravelle
- روسیه-ایالات متحده - سوخو-گلف‌استریم اس-۲۱
- اتحاد جماهیر شوروی - توپولف-۲۴۴ و توپولف-۴۴۴
- بریتانیا – بریستول نوع ۲۲۳
- ایالات متحده – بوئینگ ۲۷۰۷ و لاکهید ال-۲۰۰۰

### جت تجاری فراصوت

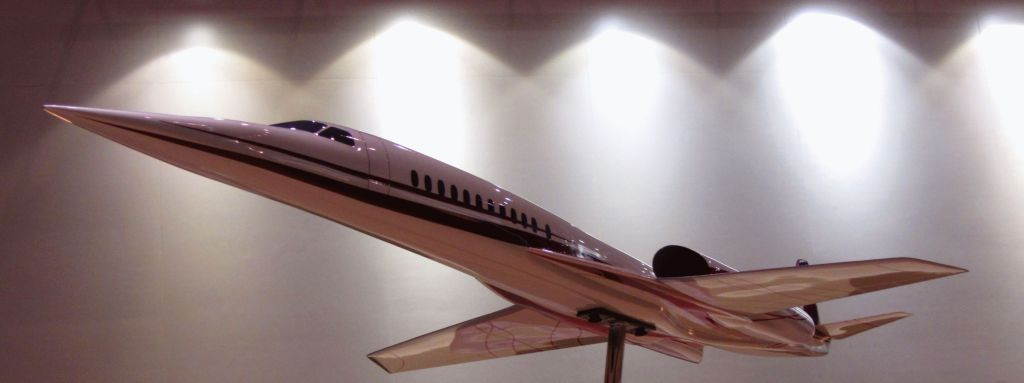
Aerion SBJ

جت‌های تجاری فراصوت (SSBJ) یک کلاس پیشنهادی از هواپیماهای فراصوت کوچک هستند. هیچ نمونه‌ای از آن‌ها هنوز پرواز نکرده‌است.

## بمب‌افکن‌های راهبردی فراصوت

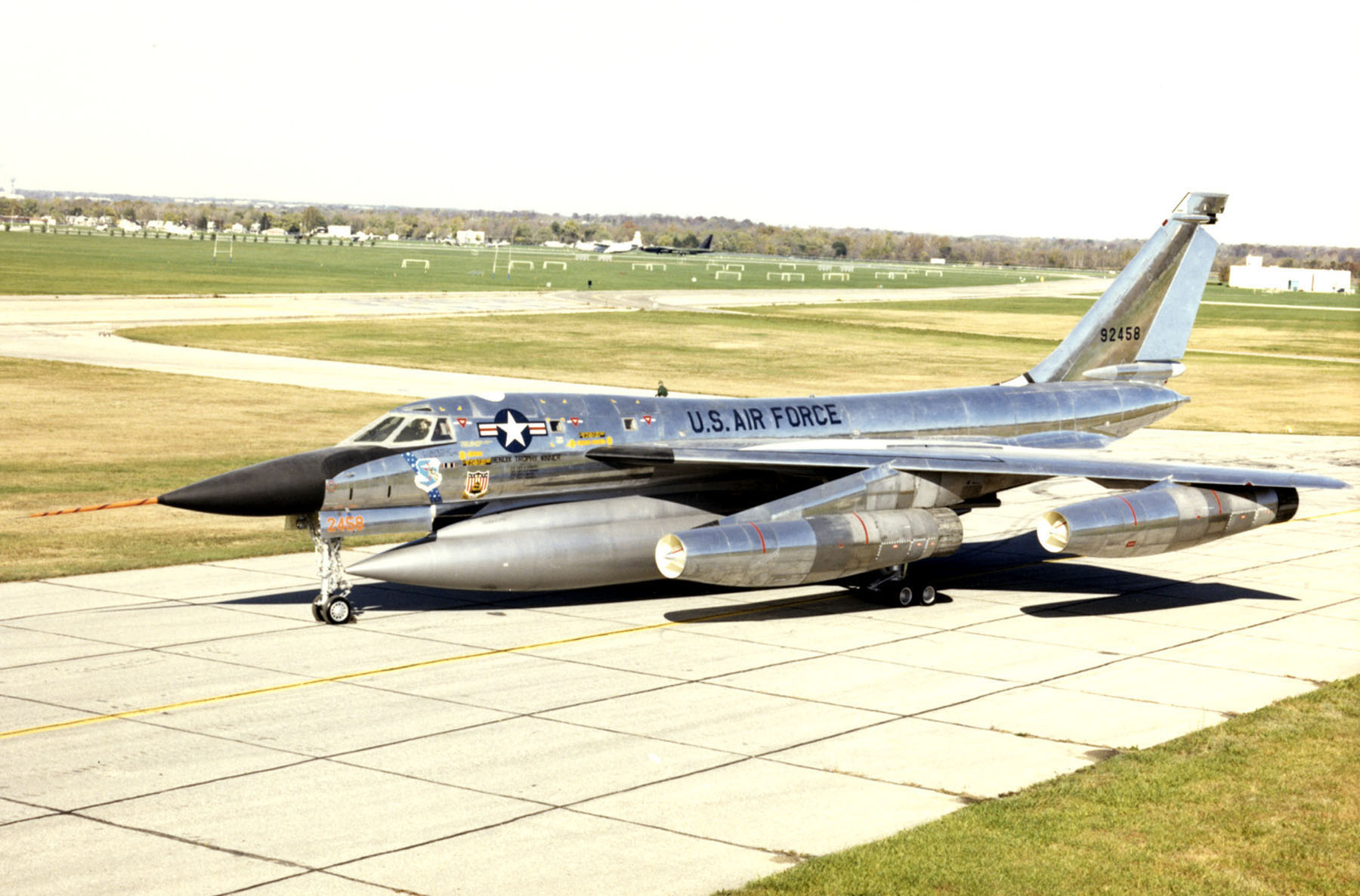
کانویر بی-۵۸ هاسلر

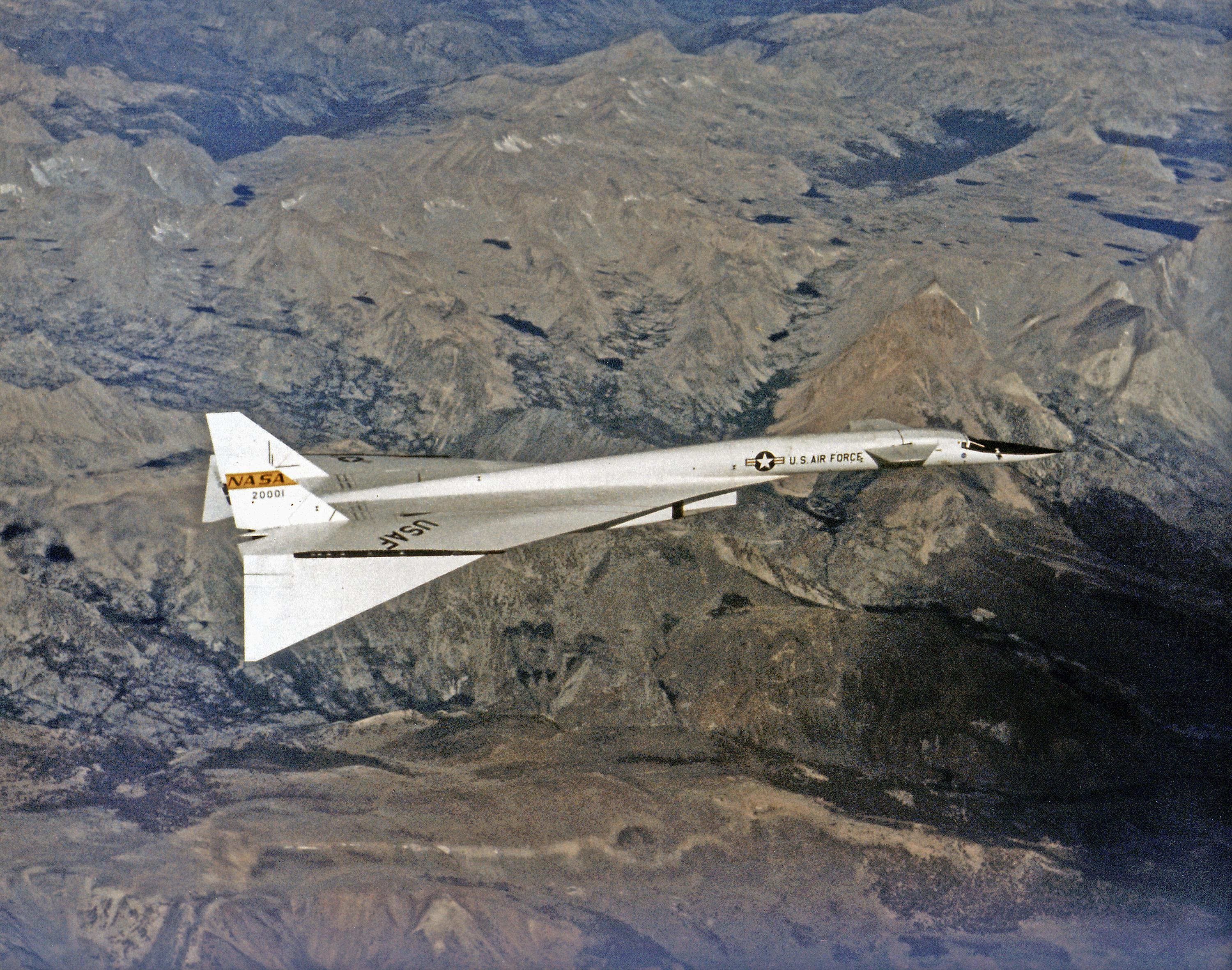
ایکس‌بی-۷۰ والکیری

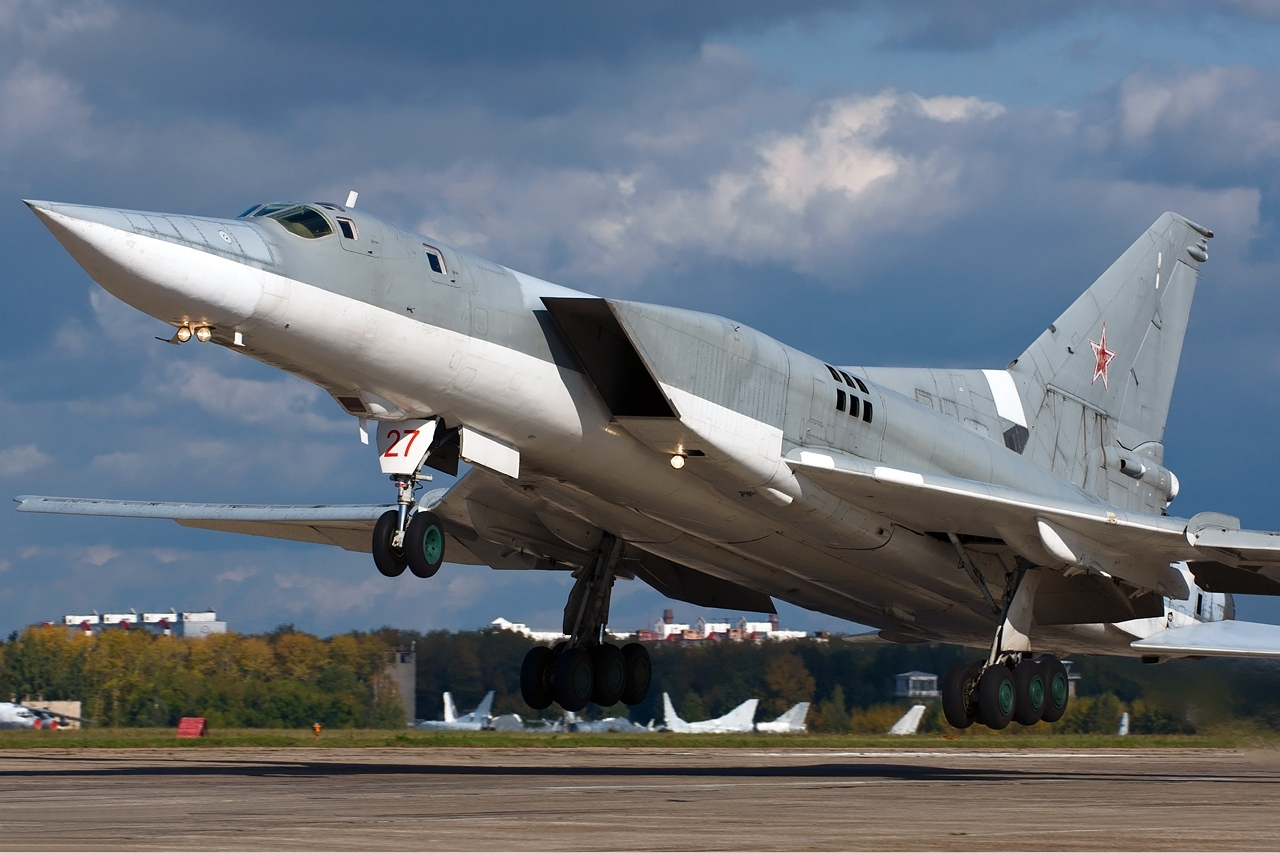
توپولف تو-۲۲ام

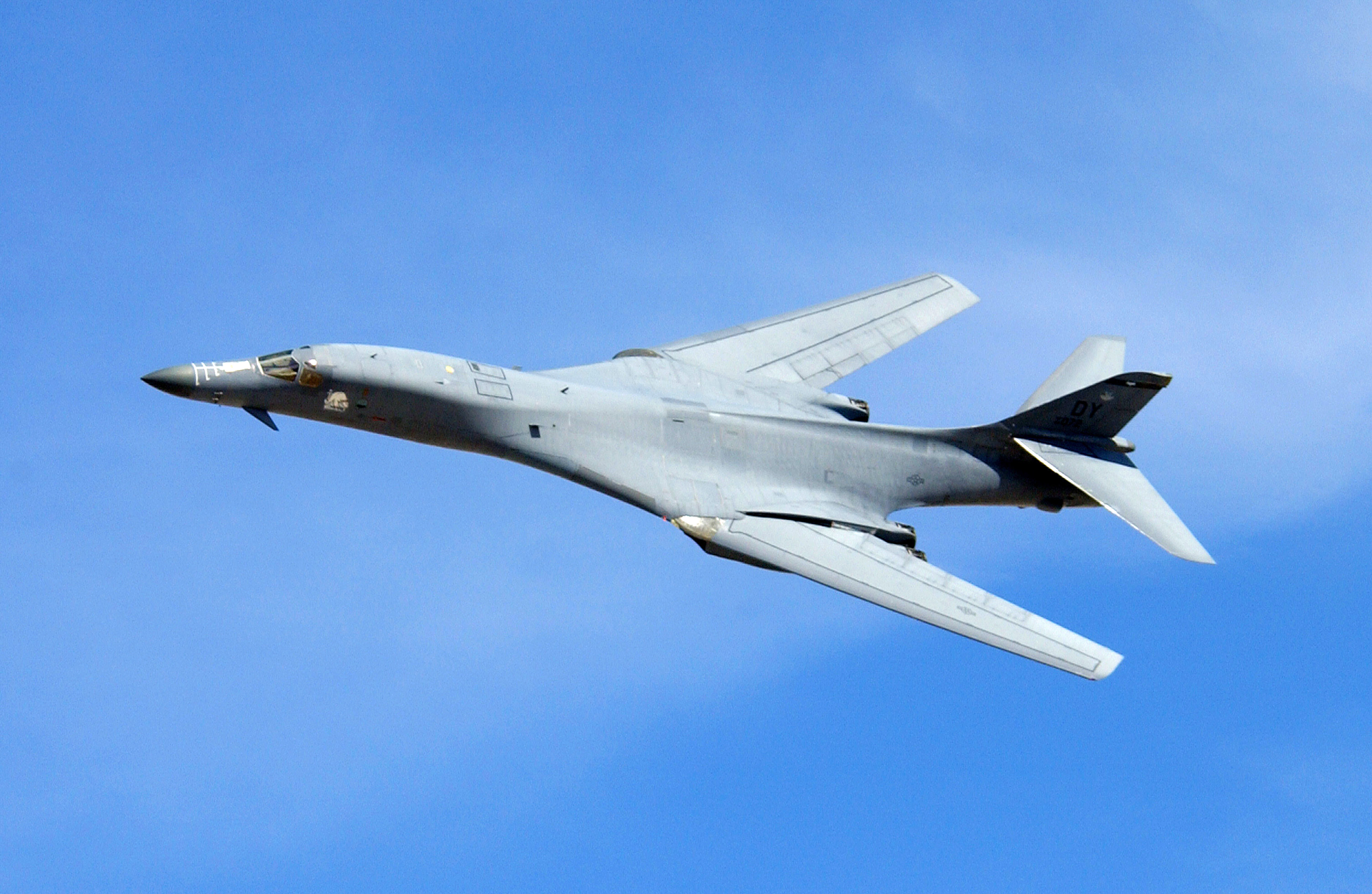
بی-۱ لنسر

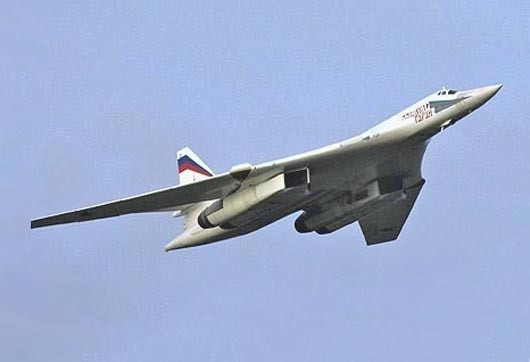
توپولف تو-۱۶۰

یک بمب‌افکن راهبردی باید بتواند مقدار زیادی بمب یا یک بمب بزرگ را در مسافت‌های طولانی حمل کند. معمولاً وزن خالی این هواپیماهای بزرگ، بیش از ۲۵٬۰۰۰ کیلوگرم است. برخی از این هواپیماها نیز برای نقش‌های مرتبط مانند شناسایی استراتژیک و حمله ضدکشتی طراحی شده‌اند.
معمولاً این هواپیماها از سرعت فراصوت خود، برای اجرای مأموریت بمباران خود استفاده می‌کند و در بیشتر مسیر پرواز خود، به‌صورت فروصوت حرکت می‌کند تا در مصرف سوخت صرفه‌جویی کند.
تعداد کمی از بمب‌افکن‌های راهبردی فراصوت وارد خدمت شده‌اند. قدیمی‌ترین مدل از آن‌ها کانویر بی-۵۸ هاسلر، برای نخستین بار در سال ۱۹۵۶ و جدیدترین آن‌ها، راکول بی-۱ لنسر، در سال ۱۹۸۳ برای نخستین بار، پرواز کرد. اگرچه این هواپیما و چند نوع مشابه دیگر هنوز در حال استفاده هستند، اما هیچ‌کدام در خط تولید باقی نمانده‌اند.
برخی از هواپیماهای بمب‌افکن فراصوت، عبارت‌اند از:
- کانویر بی-۵۸ هاسلر (۱۹۵۶)
- داسو میراژ ۴ (۱۹۵۹)
- توپولف تو-۲۲ (۱۹۵۹)
- Myasishchev M-50 (۱۹۵۹)
- نورث امریکن ایکس‌بی-۷۰ والکیری (۱۹۶۴)
- توپولف تو-۲۲ام (۱۹۶۹)
- اف-۱۱۱ آردوارک (۱۹۶۹)
- سوخو تی-۴ (۱۹۷۲)
- راکول بی-۱اِی (۱۹۷۴)
- توپولف تو-۱۶۰ (۱۹۸۱)
- بی-۱بی لنسر (۱۹۸۶)

## هواپیماهای شناسایی راهبردی
برخی از بمب‌افکن‌های راهبردی فراصوت، مانند سوخو تی-۴ نیز قادر به انجام نقش شناسایی هستند (اگرچه این مدل هواپیما، یک نمونه اولیه باقی ماند).
لاکهید اس‌آر-۷۱ بلک‌برد به‌طور خاص برای این نقش، طراحی شده بود و توسعه‌یافته، از هواپیمای شناسایی لاکهید ای-۱۲ بود که نخستین بار، در سال ۱۹۶۲ پرواز کرد.

## جت‌های جنگنده/تهاجمی فراصوت
جنگنده‌های فراصوت، اکثریت هواپیماهای فراصوت را تشکیل می‌دهند و برخی از آن‌ها مانند میگ-۲۱، لاکهید اف-۱۰۴ استارفایتر و داسو میراژ ۳ در تعداد زیادی تولید شده‌اند.
بسیاری از جنگنده‌های فراصوت و هواپیماهای مشابه نسل چهارم و پنجم در چندین کشور از جمله روسیه، چین، ژاپن، کره جنوبی، هند و ایالات متحده در دست توسعه هستند.

### ایالات متحده
- داگلاس اف۴دی اسکای‌ری (۱۹۵۱)
- نورث امریکن اف-۱۰۰ سوپرسیبر (۱۹۵۳)
- کانویر اف-۱۰۲ دلتا دگر (۱۹۵۳)
- گرومن اف-۱۱ تایگر (۱۹۵۴)
- مک‌دانل اف-۱۰۱ وودو (۱۹۵۴)
- لاکهید اف-۱۰۴ استارفایتر (۱۹۵۴)
- ریپابلیک اف-۱۰۵ ثاندرچیف (۱۹۵۵)
- ووت اف-۸ کروسیدر (۱۹۵۵)
- کانویر اف-۱۰۶ دلتا دارت (۱۹۵۶)
- داگلاس اف ۵ دی اسکایلنسر (۱۹۵۶)
- نورث امریکن اف-۱۰۷ (۱۹۵۶)
- نورث امریکن ای-۵ ویجلانت (۱۹۵۸)
- اف-۴ فانتوم ۲ (۱۹۵۸)
- ووت ایکس‌اف۸یو-۳ کروسیدر ۳ (۱۹۵۸)
- نورثروپ اف-۵ (۱۹۵۹)
- نورثروپ تی-۳۸ تالون (۱۹۵۹)
- لاکهید وای‌اف-۱۲ (۱۹۶۳)
- جنرال داینامیکس اف-۱۱۱ آردوارک (۱۹۶۴)
- جنرال داینامیکس-گرومن اف-۱۱۱بی (۱۹۶۵)
- گرومن اف-۱۴ تامکت (۱۹۷۰)
- مک‌دانل داگلاس اف-۱۵ ایگل (۱۹۷۲)
- نورثروپ وای‌اف-۱۷ (۱۹۷۴)
- جنرال داینامیکس اف-۱۶ فایتینگ فالکن (۱۹۷۴)
- مک‌دانل داگلاس اف/ای-۱۸ هورنت (۱۹۷۸)
- نورثروپ اف-۲۰ تایگرشارک (۱۹۸۲)
- مک‌دانل داگلاس اف-۱۵ئی استرایک ایگل (۱۹۸۶)
- ووت وای‌ای-۷اف (۱۹۸۹)
- لاکهید وای‌اف-۲۲ (۱۹۹۰)
- نورثروپ وای‌اف-۲۳ (۱۹۹۰)
- بوئینگ اف/ای-۱۸ سوپر هورنت (۱۹۹۵)
- لاکهید مارتین اف-۲۲ رپتور (۱۹۹۷)
- لاکهید مارتین ایکس-۳۵ (۲۰۰۰)
- بوئینگ ایکس-۳۲ (۲۰۰۰)
- لاکهید مارتین اف-۳۵ لایتنینگ ۲ (۲۰۰۶)

### اتحاد جماهیر شوروی / روسیه
- میگ-۱۹ (۱۹۵۳)
- میگ-۲۱ (۱۹۵۵)
- سوخو-۷ (۱۹۵۵)
- سوخو-۹ (۱۹۵۶)
- سوخو-۱۱ (۱۹۵۸)
- یاک-۲۸ (۱۹۵۸)
- یاک-۲۷ (۱۹۶۰)
- توپولف-۲۸ (۱۹۶۱)
- سوخو-۱۵ (۱۹۶۲)
- میگ-۲۵ (۱۹۶۴)
- سوخو-۱۷ (۱۹۶۶)
- سوخو-۲۴ (۱۹۶۷)
- میگ-۲۳ (۱۹۶۷)
- میگ-۲۷ (۱۹۷۰)
- یاک-۳۸ (۱۹۷۱)
- میگ-۳۱ (۱۹۷۵)
- سوخو-۲۷ (۱۹۷۷)
- میگ-۲۹ (۱۹۷۷)
- سوخو-۳۳ (۱۹۸۷)
- یاک-۱۴۱ (۱۹۸۷)
- سوخو-۳۰ (۱۹۸۹)
- سوخو-۳۴ (۱۹۹۰)
- سوخو-۳۷ (۱۹۹۶)
- سوخو-۴۷ (۱۹۹۷)
- میگ ۱٫۴۴ (۲۰۰۰)
- میگ-۳۵ (۲۰۰۷)
- سوخو-۳۵ (۲۰۰۸)
- سوخو-۵۷ (۲۰۱۰)

### سوئد
- ساب ۳۲ لانزن (۱۹۵۲)
- ساب ۳۵ دراکن (۱۹۵۵)
- ساب ۳۷ ویگن (۱۹۶۷)
- ساب ۳۹ گریپن (۱۹۸۸)

### بریتانیا
- اینگلیش الکتریک لایتنینگ (۱۹۵۴)

### فرانسه
- داسو سوپر میستره (۱۹۵۵)
- داسو میراژ ۳ (۱۹۵۶)
- داسو میراژ ۳وی (۱۹۶۱)
- داسو میراژ ۴ (۱۹۶۴)
- داسو میراژ اف۱ (۱۹۶۶)
- داسو میراژ ۵ (۱۹۶۷)
- داسو میراژ ژ (۱۹۷۱)
- داسو سوپر اتاندارد (۱۹۷۴)
- داسو میراژ-۲۰۰۰ (۱۹۷۸)
- داسو میراژ ۴۰۰۰ (۱۹۷۹)
- داسو رافال (۱۹۸۶)

### چین
- شن‌یانگ جی-۶ (۱۹۵۸)
- نانچانگ کیو-۵ (۱۹۶۵)
- چنگدو جی-۷ (۱۹۶۶)
- شن‌یانگ جی-۸ (۱۹۶۹)
- نانچنگ جی-۱۲ (۱۹۷۰)
- شیان جی‌اچ-۷ (۱۹۸۸)
- چنگدو جی-۱۰ (۱۹۹۸)
- شنیانگ جی-۱۱ (۱۹۹۸)
- هانگدو جی‌ال-۱۰ (۲۰۰۵)
- شنیانگ جی-۱۵ (۲۰۰۹)
- چنگدو جی-۲۰ (۲۰۱۱)
- شنیانگ جی-۱۶ (۲۰۱۲)
- شن‌یانگ اف‌سی-۳۱ (۲۰۱۲)

### هندوستان
- هال تجاس (۲۰۰۱)

### آلمان
- EWR VJ 101 (1963)

### مصر
- حلوان ۳۰۰ (۱۹۶۴)

### فرانسه/بریتانیا
- سپکت جگوار (۱۹۶۸)

### ژاپن
- میتسوبیشی تی-۲ (۱۹۷۱)
- میتسوبیشی اف-۱ (۱۹۷۵)
- میتسوبیشی اف-۲ (۱۹۹۵)

### اسرائیل
- آی‌ای‌آی نشر (۱۹۷۱)
- کفیر (۱۹۷۳)
- آی‌ای‌آی لاوی (۱۹۸۶)
- IAI Nammer (۱۹۹۱)

### آلمان/ایتالیا/بریتانیا
- پاناویا تورنادو (۱۹۷۴)

### آفریقای جنوبی
- اطلس چیتا (۱۹۸۶)

### تایوان
- AIDC F-CK-1 Ching-kuo (1989)

### آلمان/ایتالیا/اسپانیا/بریتانیا
- یوروفایتر تایفون (۱۹۹۴)

### ایران
- هسا آذرخش (۱۹۹۷)
- هسا صاعقه (۲۰۰۴)

### کره جنوبی
- تی-۵۰ گلدن ایگل (۲۰۰۲)

### پاکستان
- جی‌اف-۱۷ تاندر (۲۰۰۳)

## هواپیمای تحقیقاتی فراصوت
- بل ایکس-۱ (۱۹۴۶)
- داگلاس دی-۵۵۸-۲ اسکای‌راکت (۱۹۴۸)
- بل ایکس-۲ (۱۹۵۲)
- کانویر اف۲وای سی دارت (۱۹۵۳)

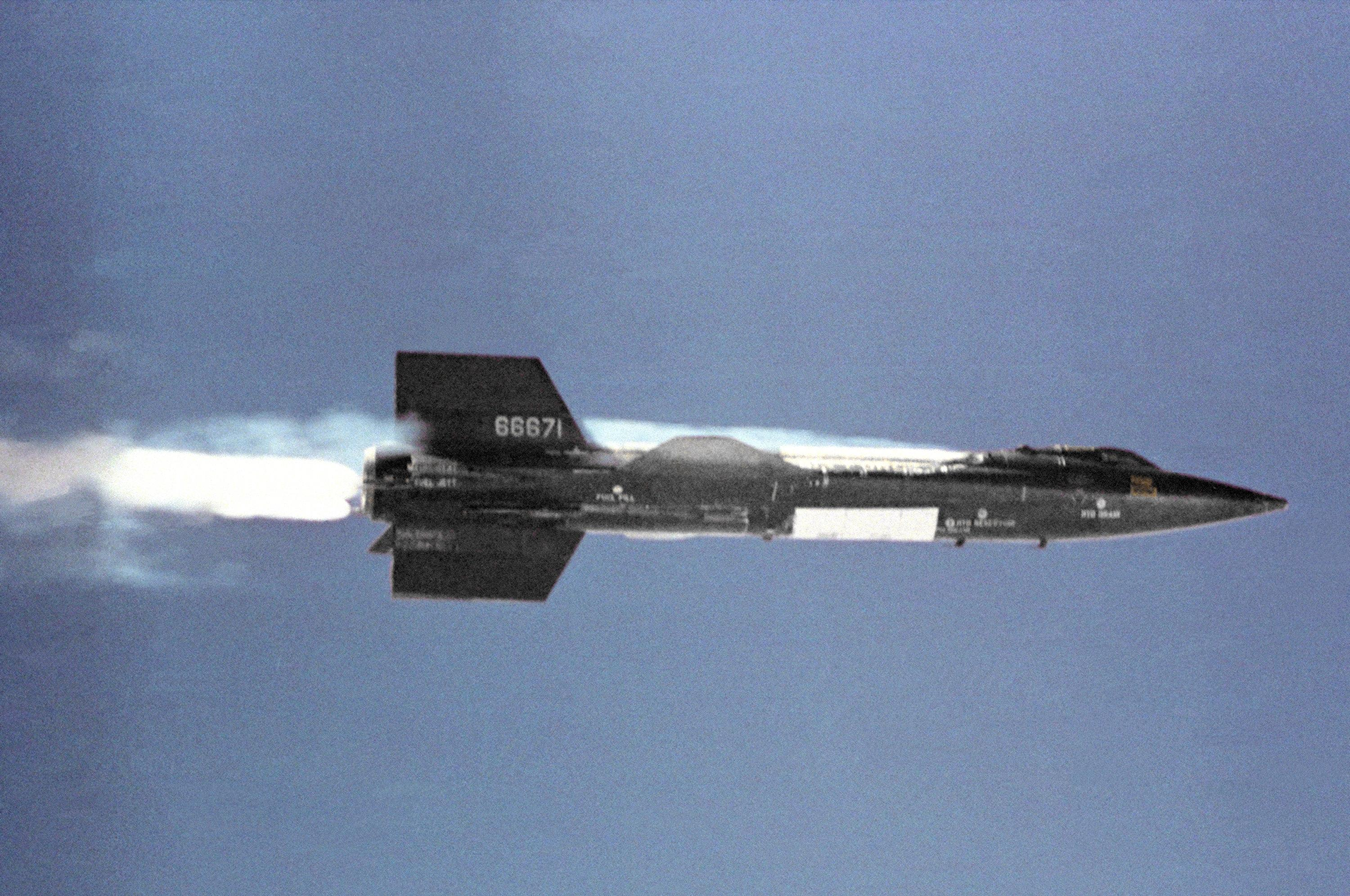
نورث امریکن ایکس-۱۵

- نمونهٔ اولیه جنگنده جت میگ ئی-۳ (۱۹۵۶).
- سوخو تی-۳ (۱۹۵۶)
- سوخو پی-۱ (۱۹۵۷)
- میگ ئی-۷۵ (۱۹۵۷).
- نورث امریکن ایکس-۱۵ (۱۹۵۹)
- میگ ئی-۱۵۲ (۱۹۵۹، ۱۹۶۰ و ۱۹۶۱)
- سوخو تی-۴۹ (۱۹۶۰)
- بریستول ۱۸۸ (۱۹۶۲)، هواپیمای تحقیقاتی فراصوت بریتانیا.
- نمونه اولیه جنگنده جت میگ ئی-۸ (۱۹۶۲).
- لاکهید ان‌اف-۱۰۴ای (۱۹۶۳)
- نورثروپ اچ‌ال-۱۰ (۱۹۶۶)
- مارتین مریتا ایکس-۲۴ای (۱۹۶۹)
- نورثروپ ام۲-اف۳ (۱۹۷۰)
- جنرال داینامیکس اف-۱۶ایکس‌ال (۱۹۸۲)
- گرومن ایکس-۲۹ (۱۹۸۴)
- اف-۱۵ اس‌تی‌اوال/ام‌تی‌دی (۱۹۸۸)
- راکول-ام‌بی‌بی ایکس-۳۱ (۱۹۹۰)
- جنرال داینامیکس ایکس-۶۲ ویستا (۱۹۹۲) اف-۱۶ اصلاح شده
- اسپیس‌شیپ یک (۲۰۰۳)
- ناسا ایکس-۴۳ (۲۰۰۴).
- بوئینگ ایکس-۵۳ (۲۰۰۶) اف-۱۸ هورنت اصلاح شده
- بوئینگ ایکس-۵۱ (۲۰۱۰) دارای موتور اسکرم‌جت